# Denko Maleski

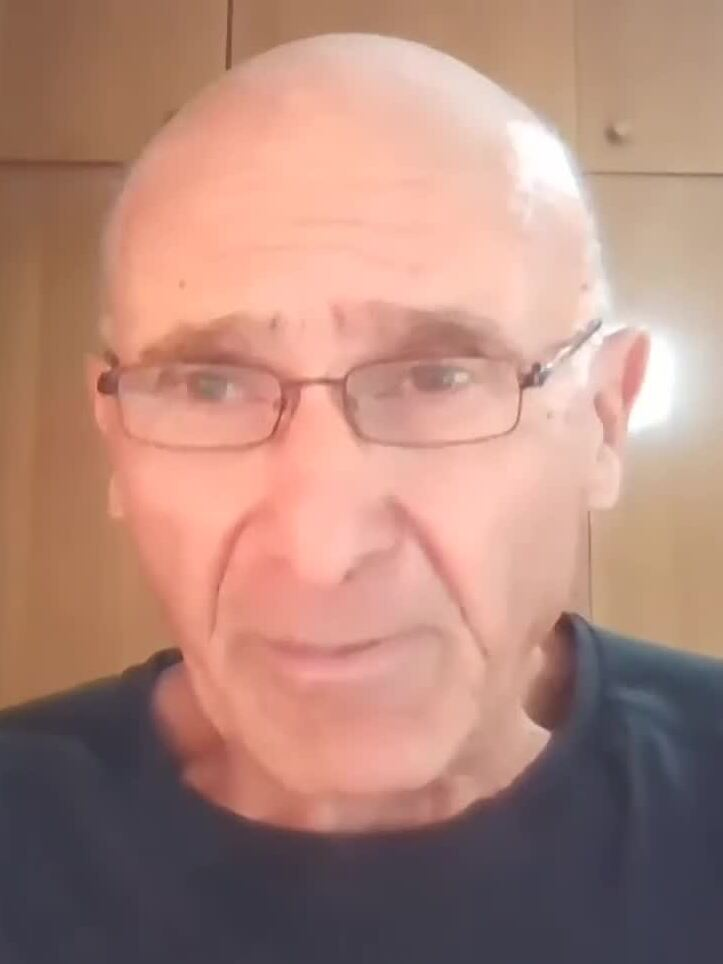
Denko Maleski, 2023

Denko Maleski (mazedonisch Денко Малески; * 14. November 1946 in Skopje, SFR Jugoslawien) ist ein nordmazedonischer Intellektueller, Diplomat und Dozent an der Universität Skopje für Internationales Recht. Er war der erste Außenminister des Landes nach der Unabhängigkeit im Jahr 1991.
Denko Maleski wurde 1946 in Skopje geboren. Sein Vater, Vlado Maleski, ist der Autor der Nationalhymne des Landes. Denko Maleski absolvierte sein Studium der Rechtswissenschaft an der Universität Skopje und promovierte 1981 im Fach Internationale Beziehungen an der Universität Ljubljana. Ab 1985 war er Dekan der Fakultät für interdisziplinäre Studien und Journalismus an der Universität Skopje. Zwischen 1990 und 1991 war Denko Maleski als Fulbright-Stipendiat Gastdozent an der Bowling Green University in Ohio.
Denko Maleski war der erste Außenminister nach der Unabhängigkeit des Landes und vom 27. Januar 1991 bis zum 9. Februar 1993 in der Regierung von Nikola Kljusev und Branko Crvenkovski im Amt. Zwischen 1993 und 1997 vertrat er die ehemalige Jugoslawische Republik bei den Vereinten Nationen. Im Namensstreit mit Griechenland vertrat er die These, dass die mazedonischen Politiker auf die griechischen zugehen sollen, um damit die Entwicklung des jungen Staates nicht zu hemmen.
Maleski ist Direktor für Postgraduate studies am Institut für Internationale Politik und Recht an der Universität Skopje und Autor von mehreren wissenschaftlichen Publikationen zur mazedonischen und internationalen Politik. 2019 wurde Maleski Berater für internationale Fragen des Präsidenten Stevo Pendarovski sowie 2020 des Außenministers Bujar Osmani.